# Chamaetylas poliophrys
Chamaetylas poliophrys là một loài chim trong họ Muscicapidae.
Đây là loài bản địa các khu rừng trên núi Albertine Rift. Môi trường sống tự nhiên của loài chim này là các khu rừng ẩm ướt nhiệt đới hoặc cận nhiệt đới.